# حمام رضوي
حمام رضوي (بالفارسية: گرمابه رضوی) هو حمام تاريخي يعود إلى القاجاريون، ويقع في قزوين.